# Leucopaxillus gracillimus
Leucopaxillus gracillimus är en svampart som beskrevs av Singer & A.H. Sm. 1943. Leucopaxillus gracillimus ingår i släktet Leucopaxillus och familjen Tricholomataceae.   Inga underarter finns listade i Catalogue of Life.